# F-Zero GX
F-Zero GX is een futuristisch racespel voor de Nintendo Gamecube. Dit spel werd op 15 juli 2003 uitgebracht in Japan. Daarna volgen de Verenigde Staten (25 augustus 2003) en Europa (31 oktober 2003).
F-Zero GX werd samen ontwikkeld door Sega en Nintendo, dit is enigszins opmerkelijk omdat beide bedrijven elkaar in de jaren 90 van de twintigste eeuw zwaar beconcurreerden.

## Spelonderdelen
In F-Zero GX zijn er verschillende spelonderdelen:

### Grand-Prix
In de spelmodus kiest de speler een racer en rijdt men een cup naar keuze uit. Iedere cup bestaat uit vijf banen. Na iedere race krijgt men een aantal punten, die worden bepaald door de rang. In de Grand-Prix wordt er met 30 racers tegelijk geracet. De Grand-Prix kent vier moeilijkheidsgraden: novice, standard, expert en master.

### Story Mode
In deze spelmodus speelt men met Captain Falcon verschillende races, die door een verhaal aan elkaar geplakt worden. In totaal zijn er 10 verschillende races, speelbaar op drie verschillende niveaus.

### Garage
Hier kan de speler zijn eigen auto's maken. De onderdelen worden vrijgespeeld door de Grand-Prix of de Story Mode. Men kan verschillende onderdelen aan elkaar plakken, een eigen kleur bepalen en eigen embleempjes erop zetten. Er kunnen in totaal vier auto's per geheugenkaart worden opgeslagen.

### Profielen
Bij de profielen van de racers kan men een korte biografie van de desbetreffende racer lezen en meer informatie vinden over de vaardigheden en de specificaties van zijn of haar auto.

## Speelbare banen
1. Ruby Cup
Mute City - Twist Road
Vegas Palace - Split Oval
Sand Ocean - Surface Slide
Lightning - Loop Cross
Aeropolis - Multiplex
2. Sapphire Cup
Big Blue - Drift Highway
Port Town - Aero Dive
Green Plant - Mobius Ring
Port Town - Long Pipe
Mute City - Serial Gaps
3. Emerald Cup
Fire Field - Cyclinder Knot
Green Plant - Intersection
Vegas Palace - Double Branches
Lightning - Half Pipe
Big Blue - Ordeal
4. Diamond Cup
Cosmo Terminal - Trident
Sand Ocean - Lateral Shift
Fire Field - Undulation
Aeropolis - Dragon Slope
Phantom Road - Slim-Line Slits
5. AX Cup
Aeropolis - Screw Drive
Outer Space - Meteor Stream
Port Town - Cylinder Wave
Lightning - Thunder Road
Green Plant - Spiral
Mute City - Sonic Oval

## Speelbare Racers
Hieronder een lijst van de speelbare racers, in volgorde van hun nummer:
| Nummer | Naam           | Naam auto        |
| ------ | -------------- | ---------------- |
| 00     | Deathborn      | Dark Schneider   |
| 01     | Mighty Gazelle | Red Gazelle      |
| 02     | Jody Summer    | White Cat        |
| 03     | Dr. Stewart    | Golden Fox       |
| 04     | Baba           | Iron Tiger       |
| 05     | Samurai Goroh  | Fire Stingray    |
| 06     | Pico           | Wild Goose       |
| 07     | Captain Falcon | Blue Falcon      |
| 08     | Octoman        | Deep Claw        |
| 09     | Mr. Ead        | Great Star       |
| 10     | James McCloud  | Little Wyvern    |
| 11     | Billy          | Mad Wolf         |
| 12     | Kate Allen     | Super Piranha    |
| 13     | Zoda           | Death Anchor     |
| 14     | Jack Levin     | Astro Robin      |
| 15     | Bio Rex        | Big Fang         |
| 16     | The Skull      | Sonic Phantom    |
| 17     | Antonia Guster | Green Panther    |
| 18     | Beastman       | Hyper Speeder    |
| 19     | Leon           | Space Angler     |
| 20     | Super Arrow    | King Meteor      |
| 21     | Mrs. Arrow     | Queen Meteor     |
| 22     | Gomar & Shioh  | Twinnoritta      |
| 23     | Silver Neelson | Night Thunder    |
| 24     | Michael Chain  | Wild Boar        |
| 25     | Blood Falcon   | Blood Hawk       |
| 26     | John Tanaka    | Wonder Wasp      |
| 27     | Draq           | Mighty Typhoon   |
| 28     | Roger Buster   | Mighty Hurricane |
| 29     | Dr. Clash      | Crazy Bear       |
| 30     | Blac Shadow    | Black Bull       |
| 31     | don Genie      | Fat Shark        |
| 32     | Digi-Boy       | Cosmic Dolphin   |
| 33     | Dai San Gen    | Pink Spider      |
| 34     | Spade          | Magic Seagull    |
| 35     | Dai Goroh      | Silver Rat       |
| 36     | Princia Ramode | Spark Moon       |
| 37     | Lily Flyer     | Bunny Flash      |
| 38     | PJ             | Groovy Taxi      |
| 39     | QQQ            | Rolling Turtle   |
| 40     | Phoenix        | Rainbow Phoenix  |

## Trivia
- Het spel is opgenomen in het boek 1001 Video Games You Must Play Before You Die van Tony Mott.